# أستاذ عبقري
أستاذ عبقري مسلسل رسوم متحركة بريطاني يتكون من 13 حلقة عرض لأول مرة بين عامي 1979-1980. تمت دبلجة المسلسل للعربية.

## روابط خارجية
- Official Site
- Doctor Snuggles Reboot Series Trailer/Pilot
- أستاذ عبقري على مشروع الدليل المفتوح
- Doctor Snuggles في قاعدة بيانات الرسوم المتحركة الكبيرة
- دكتور عبقري على موقع IMDb (الإنجليزية)
- دكتور عبقري على موقع ليتربوكسد (الإنجليزية)
- دكتور عبقري على موقع كينوبويسك (الروسية)
- دكتور عبقري على موقع ألو سيني (الفرنسية)
- دكتور عبقري على موقع قاعدة بيانات الفيلم (الإنجليزية)